# Vargtörel
Vargtörel (Euphorbia esula) är en växtart i familjen törelväxter. 